# Викулин, Александр
Александр С. Викулин (род. 1941) — советский хоккеист, нападающий.

## Биография
Участник молодёжного чемпионата СССР 1958/59 в составе горьковского «Торпедо». В сезоне 1961/62 играл в чемпионате СССР за ЛИИЖТ. Выступал в команде класса «Б» «Титан» (Березники, 1967/68 — 1968/69).